# Myjava (stad)
Myjava är en stad i distriktet Myjava i regionen Trenčín i västra Slovakien.

## Geografi
Staden ligger på en altitud av 325 meter och täcker en area på 48,54 km². Den har ungefär 11 708 invånare (2017).